# قارچ تاقچه‌ای گوگردی

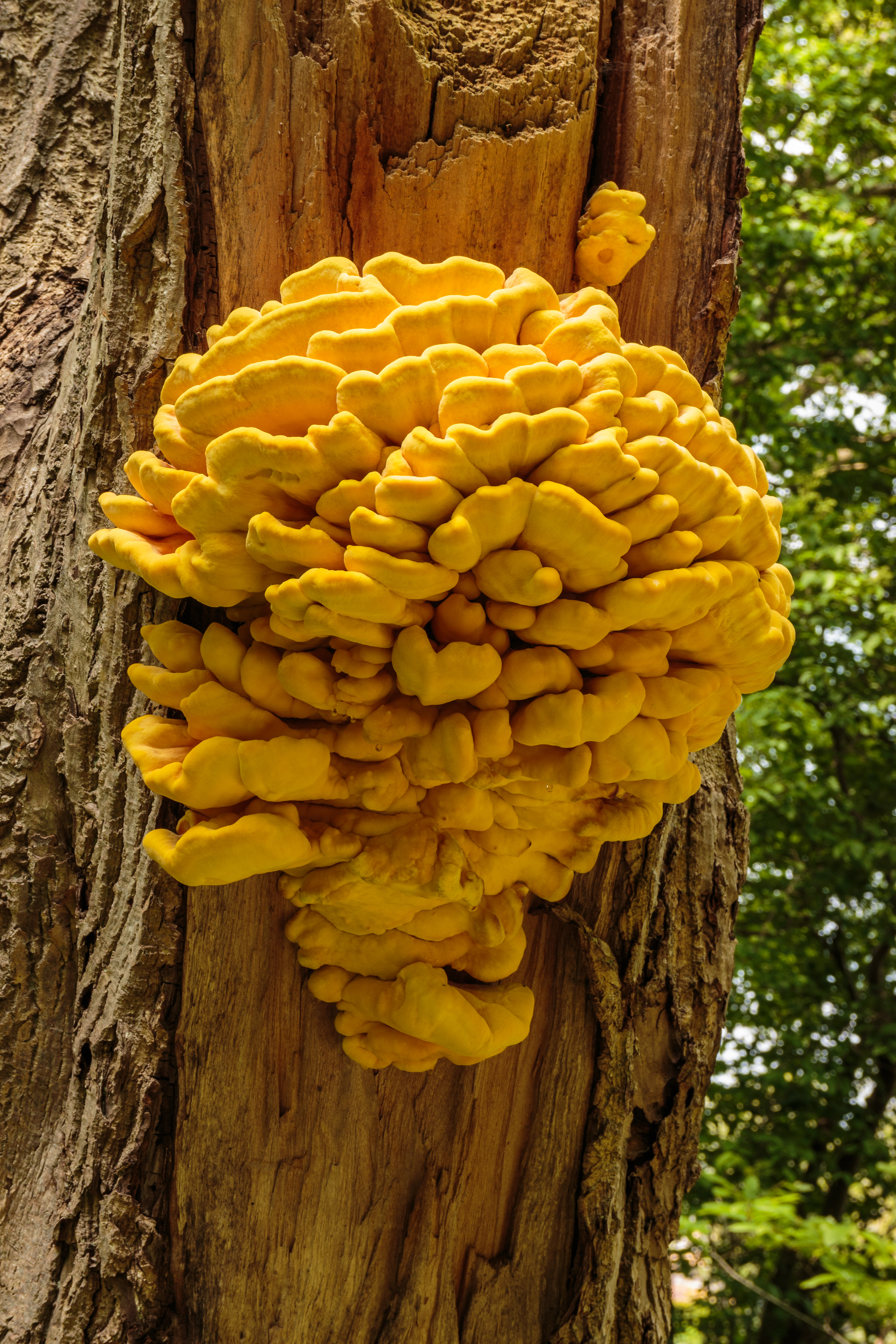
نگاره‌ای از قارچ تاقچه‌ای گوگردی. این نوع از قارچ برای نخستین‌بار در سال ۱۷۸۹ میلادی، توصیف علمی ‌شد.

قارچ تاقچه‌ای گوگردی (نام علمی: Laetiporus sulphureus) نام یک گونه از تیره تاقچه‌ای‌قارچان است. این نوع قارچ قارچ برای نخستین‌بار در سال ۱۷۸۹ میلادی توصیف علمی ‌شد.